# Annie Funke
Annie Funke (* 9. April 1985 in Edmond, Oklahoma) ist eine US-amerikanische Schauspielerin.

## Leben
Annie Funke schloss 2007 die University of Oklahoma mit einem Bachelor of Fine Arts im Fach Musical-Theater ab und schloss 2011 ein zehnwöchiges Programm an der Schule der Steppenwolf Theatre Company in Chicago ab. Ihre ersten Rollen spielte sie am Theater, so in Grease am Lyric Theatre in Oklahoma City, 2008 in der Broadway-Produktion von Hairspray und der Off-Broadway-Produktion Punk Rock. 2014 und 2015 war sie in kleineren Rollen in der Fernsehserie The Affair und der Filmkomödie Man lernt nie aus sowie in einer Nebenrolle als Lorraine Lefkowitz im Thriller A Most Violent Year zu sehen.
Von 2016 bis 2017 spielte sie in der Krimiserie Criminal Minds: Beyond Borders die Rolle der Gerichtsmedizinerin Mae Jarvis.

## Filmografie (Auswahl)
- 2014: A Most Violent Year
- 2014: The Affair (Fernsehserie, Episoden 1x07–1x08)
- 2015: Death and Cupcakes (Kurzfilm)
- 2015: Man lernt nie aus (The Intern)
- 2016–2017: Criminal Minds: Beyond Borders (Fernsehserie, 26 Episoden)
- 2018: Chicago Fire (Fernsehserie, Episode 6x16)
- 2020: Lucifer (Fernsehserie, Episode 5x05)